# Fernando Staatsman Legleiter
Fernando Staatsman Legleiter (Foios, 24 de gener del 1933 - València, 6 d'abril de 2012) fou un atleta i futbolista valencià, que jugava com a lateral dret.
Campió d'Espanya a nivell universitari en distintes disciplines, debutà com a futbolista al CD Mestalla, en un partit en Melilla el 7 de març de 1954. L'estiu del 1957 ascendeix al primer equip, on jugaria catorze partits en dos anys. Posteriorment jugaria a l'Sporting, Castelló i Alcoià.
L'any 2000 pateix un ictus, i morí l'any 2012. Les seues cendres es van escampar a un riu d'Alemanya on li agradava pescar, afició junt a l'esquí que practicava al seu segon país.